# Рождественский, Юрий Владимирович
Ю́рий Влади́мирович Рожде́ственский (10 декабря 1926, Клин, Московская губерния — 24 октября 1999, Москва) — советский и российский лингвист, филолог, философ, востоковед и культуролог, организатор науки. Заслуженный профессор МГУ имени М. В. Ломоносова, академик АПН СССР (1989) и РАО, лауреат Гриммовской премии (1985), лауреат Ломоносовской премии (1995) за создание цикла работ «Фундаментальная теория языка для постиндустриального информационного общества».

## Биография
Родился в семье начальника управления строительства железных дорог Севера и Дальнего Востока — В. И. Рождественского (1900—1978).
В 1944 году призван в РККА. Участник Великой Отечественной войны. Демобилизован в 1949 году.
Окончил Московский институт востоковедения. С 1959 года работал в Институте востоковедения АН СССР. В 1970 году защитил докторскую диссертацию «Типология слова».
На протяжении 22 лет (1975—1997) — заведующий кафедрой общего и сравнительно-исторического языкознания МГУ. В 1982—1988 годах возглавлял объединённую кафедру общего, сравнительно-исторического и прикладного языкознания; по словам В. А. Успенского, отстранил А. А. Зализняка от преподавания на ОСиПЛ.
Создал школу учёных-филологов и культурологов, работающих в разных сферах науки. Среди его учеников профессора А. А. Волков, В. И. Аннушкин, А. П. Лободанов, В. И. Брагинский, А. А. Суворова, поэт В. Г. Куприянов и др.
Умер 24 октября 1999 года. Похоронен на Алексеевском кладбище.

## Основные работы
- Понятие формы слова в истории грамматики китайского языка: Очерки по истории китаеведения. — М.: Изд-во ИМО, 1958. — 139 с.
- Типология слова. — М.: Высшая школа, 1969. — 286 с. — (Библиотека филолога).
- Амирова Т. А., Ольховиков Б. А., Рождественский Ю. В. Очерки по истории лингвистики / под ред. Г. В. Колшанского. — М.: ГРВЛ издательства «Наука», 1975. — 559 с. — 9000 экз.
- Введение в общую филологию. — М.: Высшая школа, 1979. — 224 с. — 15 000 экз.
- Рождественский Ю. В., Волков А. А., Марчук Ю. Н. Введение в прикладную филологию: Языковая семиотика. — М.: Издательство МГУ, 1987. — 116 с.
- Лекции по общему языкознанию. — М.: Высшая школа, 1990. — 381 с. — 25 000 экз.
- Введение в культуроведение. — М.: ТОО «ЧеРо», 1996. — 288 с.
- Общая филология. — М.: Фонд «Новое тысячелетие», 1996. — 325 с.
- Теория риторики. — М.: Добросвет, 1997. — 597 с.
- Принципы современной риторики. — 1999.
- Словарь терминов (общеобразовательный тезаурус). — 2002.
- Философия языка. Культуроведение и дидактика. — 2003.
- Введение в языкознание. — 2005.